# Swim Cup Eindhoven 2008
De Swim Cup Eindhoven 2008 was een internationale zwemwedstrijd, die van vrijdag 5 december tot en met zondag 7 december 2008 in Nationaal Zwemcentrum de Tongelreep in Eindhoven werd gehouden. De wedstrijd stond in het teken van kwalificatie voor de Wereldkampioenschappen zwemmen 2009 in Rome. Na afloop van het toernooi was er tevens een afscheidsfeest voor Pieter van den Hoogenband met als grote surprise het bezoek van Ian Thorpe.

## WK-nominaties
Voorafgaand aan het toernooi hadden vier zwemsters voldaan aan de kwalificatie eisen.
| Zwemster            | Afstand(en)                 |
| ------------------- | --------------------------- |
| Marleen Veldhuis    | 50 m en 100 m vrij          |
| Inge Dekker         | 100 m vrij en 100 m vlinder |
| Ranomi Kromowidjojo | 100 m vrij                  |
| Hinkelien Schreuder | 50 m vrij                   |

## Wedstrijdverslag

### Dag 1
Op de eerste dag waren er Nederlandse records voor Moniek Nijhuis op de 50 m school en Ranomi Kromowidjojo op de 50 m rugslag. Joeri Verlinden miste het Nederlands record op de 100 m vlinderslag op een honderdste en de WK-limiet op zestien honderdste seconde. Op de 100 m vlinderslag bij de vrouwen voldeden Marleen Veldhuis en Inge Dekker aan de kwalificatie-eis, Veldhuis deed dat ook op de 50 m vrij evenals Hinkelien Schreuder. De Amerikaan Randall Bal verbrak het Wereldrecord op de 50 m rugslag.

### Dag 2
De tweede dag leverde drie nationale records op. Lia Dekker, het zusje van Inge, verbeterde het stokoude record op de 200 m schoolslag. Job Kienhuis verbeterde twee records in één race, 800 en 1500 m vrije slag. WK-limieten waren er op de 100 m vrij bij de vrouwen voor Marleen Veldhuis, Ranomi Kromowidjojo en Femke Heemskerk en op de 50 m vlinder voor Veldhuis en Hinkelien Schreuder.

### Dag 3
De slotdag bracht weer twee nationale records op de klokken, Lia Dekker zorgde opnieuw voor een Nederlands record nu op de 100 m school. Op diezelfde afstand bij de mannen zette Lennart Stekelenburg een nieuw nationaal record neer waarmee hij zich tevens als eerste man kwalificeerde voor het WK. Een WK-limiet was er ook voor Femke Heemskerk op de 200 m vrije slag. Bij de mannen miste Sebastiaan Verschuren op tweehonderdste de WK-limiet op dezelfde afstand. De Amerikaan Randall Bal benaderde het wereldrecord op de 100 m rugslag op vijf honderdste.

## Podia

### Legenda
- WR = Wereld record
- ER = Europees record
- NR = Nederlands record
- Q = Voldaan aan de WK kwalificatie eis

### Mannen
| Onderdeel   | Goud                            | Goud             | Zilver                         | Zilver   | Brons                             | Brons    |
| ----------- | ------------------------------- | ---------------- | ------------------------------ | -------- | --------------------------------- | -------- |
| Vrije slag  |                                 |                  |                                |          |                                   |          |
| 50 m        | Robert Lijesen Nederland        | 22.40            | Stefan de Die Nederland        | 23.11    | Geert Lantink Nederland           | 23.55    |
| 100 m       | Sebastiaan Verschuren Nederland | 49.75            | Robert Lijesen Nederland       | 49.88    | Stefan de Die Nederland           | 50.16    |
| 200 m       | Sebastiaan Verschuren Nederland | 1:47.89          | Stefan de Die Nederland        | 1:50.11  | Arjen van der Meulen Nederland    | 1:50.36  |
| 400 m       | Sebastiaan Verschuren Nederland | 3:50.23          | Arjen van der Meulen Nederland | 3:54.09  | Job Kienhuis Nederland            | 3:54.13  |
| 1500 m      | Job Kienhuis Nederland          | 15:18.51 NR      | Tom Vangeneugden België        | 15:36.00 | Maarten van der Weijden Nederland | 15:48.43 |
| Rugslag     |                                 |                  |                                |          |                                   |          |
| 50 m        | Randall Bal Verenigde Staten    | 24.33 WR         | Nick Driebergen Nederland      | 25.85    | Guy Barnea Israël                 | 26.41    |
| 100 m       | Randall Bal Verenigde Staten    | 52.59            | Nick Driebergen Nederland      | 55.45    | Guy Barnea Israël                 | 55.54    |
| 200 m       | Nick Driebergen Nederland       | 2:00.48          | Ehud Segal Israël              | 2:05.81  | Michael Jornitz Duitsland         | 2:06.16  |
| Schoolslag  |                                 |                  |                                |          |                                   |          |
| 50 m        | Robin van Aggele Nederland      | 28.11            | Lennart Stekelenburg Nederland | 28.14    | Rudy Ted de Haan Nederland        | 28.80    |
| 100 m       | Lennart Stekelenburg Nederland  | 1:00.56 NR / (Q) | Robin van Aggele Nederland     | 1:01.67  | Thijs van Valkengoed Nederland    | 1:01.80  |
| 200 m       | Lennart Stekelenburg Nederland  | 2:14.89          | Thijs van Valkengoed Nederland | 2:15.38  | Devi Wolthuizen Nederland         | 2:17.96  |
| Vlinderslag |                                 |                  |                                |          |                                   |          |
| 50 m        | Bastiaan Tamminga Nederland     | 23.87            | Robin van Aggele Nederland     | 23.92    | Joeri Verlinden Nederland         | 24.07    |
| 100 m       | Joeri Verlinden Nederland       | 52.21            | Robin van Aggele Nederland     | 52.73    | Stefano Razeto Duitsland          | 54.63    |
| 200 m       | Joeri Verlinden Nederland       | 1:58.62          | Stefano Razeto Duitsland       | 2:02.30  | Felix Broekhuizen Nederland       | 2:05.92  |
| Wisselslag  |                                 |                  |                                |          |                                   |          |
| 200 m       | Bram Dekker Nederland           | 2:06.31          | Felix Broekhuizen Nederland    | 2:07.71  | Mike Marissen Nederland           | 2:10.16  |
| 400 m       | Bram Dekker Nederland           | 4:32.14          | Wouter Houtman Nederland       | 4:35.65  | Felix Broekhuizen Nederland       | 4:36.02  |

### Vrouwen
| Onderdeel   | Goud                                 | Goud        | Zilver                           | Zilver     | Brons                         | Brons     |
| ----------- | ------------------------------------ | ----------- | -------------------------------- | ---------- | ----------------------------- | --------- |
| Vrije slag  |                                      |             |                                  |            |                               |           |
| 50 m        | Marleen Veldhuis Nederland           | 24.36 (Q)   | Hinkelien Schreuder Nederland    | 24.45 (Q)  | Ranomi Kromowidjojo Nederland | 24.92     |
| 100 m       | Marleen Veldhuis Nederland           | 53.69 (Q)   | Ranomi Kromowidjojo Nederland    | 54.01 (Q)  | Femke Heemskerk Nederland     | 54.57 (Q) |
| 200 m       | Femke Heemskerk Nederland            | 1:58.18 (Q) | Inge Dekker Nederland            | 1:58.43    | Marleen Veldhuis Nederland    | 2:01.12   |
| 400 m       | Femke Heemskerk Nederland            | 4:16.61     | Rieneke Terink Nederland         | 4:20.34    | Maaike Waaijer Nederland      | 4:22.93   |
| 800 m       | Maaike Waaijer Nederland             | 9:01.02     | Sophie-Elisabeth Drews Duitsland | 9:14.40    | Sarah Kohler Duitsland        | 9:21.46   |
| Rugslag     |                                      |             |                                  |            |                               |           |
| 50 m        | Ranomi Kromowidjojo Nederland        | 28.70 NR    | Silke van Hoof België            | 29.75      | Willemijn Knot Nederland      | 30.19     |
| 100 m       | Hannah Miley Verenigd Koninkrijk     | 1:03.64     | Silke van Hoof België            | 1:03.84    | Kimberly Buys België          | 1:03.88   |
| 200 m       | Wendy van der Zanden Nederland       | 2:14.59     | Kimberly Buys België             | 2:16.52    | Louise Kiefner Duitsland      | 2:24.15   |
| Schoolslag  |                                      |             |                                  |            |                               |           |
| 50 m        | Moniek Nijhuis Nederland             | 31.70 NR    | Tessa Brouwer Nederland          | 32.39      | Lia Dekker Nederland          | 32.81     |
| 100 m       | Elise Matthysen België               | 1:09.12     | Lia Dekker Nederland             | 1:09.15 NR | Tessa Brouwer Nederland       | 1:10.47   |
| 200 m       | Hannah Miley Verenigd Koninkrijk     | 2:29.41     | Lia Dekker Nederland             | 2:30.09 NR | Loes Zanderink Nederland      | 2:33.14   |
| Vlinderslag |                                      |             |                                  |            |                               |           |
| 50 m        | Marleen Veldhuis Nederland           | 25.94 (Q)   | Hinkelien Schreuder Nederland    | 26.00 (Q)  | Inge Dekker Nederland         | 26.78     |
| 100 m       | Marleen Veldhuis Nederland           | 57.85 (Q)   | Inge Dekker Nederland            | 58.46 (Q)  | Hinkelien Schreuder Nederland | 59.40     |
| 200 m       | Kimberly Vandenberg Verenigde Staten | 2:08.06     | Hannah Miley Verenigd Koninkrijk | 2:12.44    | Chantal Groot Nederland       | 2:15.31   |
| Wisselslag  |                                      |             |                                  |            |                               |           |
| 200 m       | Hannah Miley Verenigd Koninkrijk     | 2:12.59     | Lona Kroese Nederland            | 2:17.68    | Joëlle Scheps Nederland       | 2:25.16   |
| 400 m       | Hannah Miley Verenigd Koninkrijk     | 4:37.92     | Lona Kroese Nederland            | 5:01.59    | Marloes Oldenburg Nederland   | 5:08.67   |